# Jeanne Fredac
 (juin 2016).
Jeanne Fredac née en 1970 est une artiste plasticienne française résidant à Berlin.

## Biographie
Jeanne Fredac est une artiste multidisciplinaire. L'expérimentation et la recherche sont au cœur de son travail. Son travail multiforme rompt délibérément avec les catégories artistiques. Elle jongle avec les médias, les photographies, les peintures, les sculptures, les vidéos et les textes. Dans sa pratique artistique, elle s'intéresse aux aspects, aux interactions de l'homme avec la terre. Elle s'intéresse à la manière dont la nature et l'homme s'influencent mutuellement et à l'impact que cela a sur la sensibilité et les émotions. Ces dernières années, Jeanne Fredac a participé à de nombreuses expositions individuelles et collectives, dont le Mois européen de la photographie de Berlin, et a exposé à l'Association des artistes berlinois, ainsi qu'à l'Institut français de Berlin. Entre autres expositions, l'artiste a été récompensée en 2017 par une résidence et trois expositions à Naples (Instituto Cervantes, Goethe-Institut et Institut français). Elle est nommée en 2022 pour le prix de peinture de la fondation A und A Kulturstiftung, 

## Expositions personnelles (sélection)
2022 Nuvuti(S), Wander Atelier Berlin
2018 Quando la felicita non la vedi , cercala dentro, Mois Européen de la photographie (EMOP), Berlin
2018 Ex und Hopp Gesellschaft, Institut Français de Berlin
2017 Ruines Contemporaines, Institut Français et Goethe Institut de Naples, Italie
2017 Dialogue de sourds…, Institut Cervantés de Naples, Italie
2017 Ruines Contemporaines, Kunstverein Achim, Allemagne
2016 Réelles fictions, Mois de la photographie off, Berlin
2016 Ex und Hopp Gesellschaft, Kunstverein Bayreuth e.V.
2016 Ruines Contemporaines, Galerie 149, Bremerhaven
2016 Ruines Contemporaines, Institut Français et Goethe, Palerme
2014 Ruines Contemporaines, Mois Européen de la photographie, Berlin
2012 Ruines Contemporaines, Les Trois Baudets, Paris
2011 Ruines Contemporaines, Galerie Konvex 99, Chemnitz
2008 Abécédaire, Mois Européen de la photographie, Berlin
2008 Abécédaire, Centre d’art contemporain Regart, Québec
2007 Abécédaire, Centre Culturel Français de Bratislava, Slovaquie
2002 L’occhio della seppia, dans les rues de Naples, Italie, en collaboration avec la mairie de Naples
2002 Centre de langue et de Culture italienne, Paris

## Expositions collectives (sélection)
2022 BRÜCKEN_BRIDGES Exposition des nommés du Prix d’art 2022
2022 Kultur Stiftung A und A Verein Berliner Künstler, Berlin
2022 Zeitverschiebung II Association NSPU en collaboration avec la Verein Berliner Künstler, Prague, Tchéquie
2022 FirstBook Night, Kunstforum Düsseldorf
2022 Update 2022 Verein Berliner Künstler, Berlin
2022 7G’s Positionen künstlerischer Buch/Textproducktion, Verein Berliner Künstler
2021 FATart Fair (première foire d'art exposant exclusivement des artistes femmes en Suisse et Europe), Schaffenhausen, Suisse
2021 Schwarz | Weiss Gedok Freiburg
2021 Die Neuen, première présentation de la série “Notre besoin de consolation est impossible à rassasier”, VBK Berlin
2021 Biennale de Cachan Frankreich
2021 Beuys for Future GROUP GLOBAL 3000, Berlin
2021 Zeitverschiebung II Künstlerverein NSPU Prag – VBK Berlin
2020 Wie Leben ? Verein Berliner Künstler (VBK)
2020 Abstractionistinnen Kunstraum F200 Berlin
2020 Impulse für JETZT und die ZUKUNFT Gedok Galerie Berlin
2020 Update 20 Verein Berliner Künstler (VBK)
2020 Verwandlung - Inszenierung - Rollenspiel Gedok Galerie
2019 Neuaufnahmen Gedok Galerie Berlin
2019 Potenziale Gedok Galerie Karlsruhe
2019 Blind dates Fotogalerie Friedrichshain, Berlin
2019 Toys are us Gedok Galerie Berlin
2019 Rückblicke, Text und Bild 1919-2019 Gedok Galerie Berlin
2019 Minarturen Gedok Galerie Berlin
2018 Konvolution Osthaus Museum, Hagen
2018 Die Menge… Druckwerkstatt, Kunstquartier Bethanien, Berlin
2016 Menschen Raüme Kunstverein 68 elf, Photokina Cologne
Keine Zeit KünstlerHaus Dortmund
Atmosphère Fotogalerie Friedrichshain Berlin
2015 Do you need something else ? Berliner Liste 2015, Berlin
2015 Contemporary Art Ruhr Essen, Allemagne
2015 Biennale Palerme Italie
2014 Museum of Young Art, Vienne, Autriche
2014 Musée des Femmes, Bonn, Allemagne
2014 Slide show au SCOPE Art Show, Miami, États-Unis
2013 Berliner Liste, Berlin
2013 Nuit de la Photographie Contemporaine, Paris
2012 Gaswerk, Hamburg
2012 MuseumsFest Frankfurt
2012 Fotobiennale, Lituanie
2012 CopenhagenPhotoFestival, Danemark
2010 KulturBrauerei, Berlin
2010 PraterInsel, München
2010 STAMP, Hamburg Altonale, Hamburg
2010 KulturBrauerei, Berlin
2008 Mois de la Photographie, Französische Buchhandlung Zadig, Berlin
2008 Centre d’art contemporain Regart, Québec, Canada
2008 Sony Center, Berlin Box off Berlin,
2008 Centre Culturel Français de Bratislava, Slovaquie
2008 KUNST! Kolonie Wedding Berlin
2008 Galerie Nehring und Stern, Berlin
2002 L’occhio della seppia, exposition promenade dans les rues de Naples, Italie
2002 Exposition au Centre de Langue et de Culture italienne, Paris

## Résidences
2017 Institut Français de Naples Residence en collaboration avec l’EUNIC (European Union National Institutes for Culture)

## Workshop & Artist talk
2020 Kunstraum F200, Abstractionistinnen, Artist talk
2018 Institut Français von Berlin
2018 Workshop avec les élèves du lycée Goethe de Nauen, du lycée Humboldt de Potsdam, et du lycée français de Berlin
2017 Kunstverein Achim, Deutschland Artist talk
2017 Institut Français de Naples, Workshop avec les élèves du lycée Alexandre Dumas,
2017 Goethe Institut de Naples, Workshop avec les élèves de l’Institut Mario Pagano, Naples
2017 Institut Cervantés von Neapel Artist talk  « Cuba », avec Paola Laura Gorla et Elena Tavani de l’université orientale

## Publications (Sélection)
Catalogue Fatart, 2021
Catalogue Fressen, 2021
Catalogue Biennale de Cachan, 2021
Catalogue Toys are us, Gedok Berlin, 2019
Catalogue Verwandlung – Inszenierung – Rollenspiel, Gedok Berlin, 2019
Catalogue EMOP Berlin, 2018
Catalogue Mac Automne Paris, 2017
Catalogue Monat der Fotografie off, Berlin, 2016
Catalogue Menschen Raüme, Photokina, Kunstverein 68 elf, 2016
Catalogue Berliner Liste, 2015
Catalogue Art’pu:l, Pulheim, 2015
Catalogue Biennale de Palerme, 2015
Catalogue Berlin EMOP, 2014
Catalogue Ruines contemporaines, Allemagne 2005-2014
Catalogue Moya Museum of Young Art, Vienne, Autriche
Catalogue  Messe Frauenmuseum, Bonn, 2014
Catalogue Berliner Liste, 2013
Catalogue CopenhagenPhotoFestival, Copenhagen, 2012

## Livres
Abstractionistinnen, Jeanne Fredac, Commissaire d’exposition
Art In Flow | Verlag für Zeitgenössische Kunst, Berlin 2020
Architectural Atmospheres: On the Experience and Politics of Architecture de Christian Borch, Éditions Birkhäuser, 2014
Verlassene Orte Deutschland 2006-2011
Abécédaire, Edition L 60, 2008,  (ISBN 9782353310074)
Nature, Edition L 60, 2006  (ISBN 9782353310036)
L’occhio della Seppia, Edition L'insomniaque, 2002  (ISBN 2-90874499-6)
Ruines Vespa et Lazzarone, Edition Kéraunos, 2001

## Films
2006 : Nature, court métrage
2015 : Do you need Something else ? court métrage

## Collections publiques
Verein Berliner Künstler
Osthaus Museum, Salle architecture de la mémoire de Sigrid Sigurdsson, Hagen
Institut Français Naples
Goethe Institut Naples